# Sandra Trattnigg
 (octobre 2013).
Si vous disposez d'ouvrages ou d'articles de référence ou si vous connaissez des sites web de qualité traitant du thème abordé ici, merci de compléter l'article en donnant les références utiles à sa vérifiabilité et en les liant à la section « Notes et références ».
Sandra Trattnigg, née le 14 novembre 1976 à Klagenfurt, est une cantatrice d'opéra et concert autrichienne de registre soprane.

## Biographie
Sandra Trattnigg, originaire du Sud de la Carinthie, vit depuis 2005 à Zurich. Elle a suivi les classes de chant dispensées par Helena Lazarska à l’académie de musique et d’art du spectacle de Vienne, à l’instar d’Edith Mathis. En 2011 elle remporte le prix de chant du festival international d’opéra de Rheinsberg (Kammeroper Schloss Rheinsberg en allemand). En 2002 elle avait été lauréate du concours « Musica Juventutis » du Konzerthaus de Vienne  et avait ensuite décroché le prix de promotion de l’université Mozarteum de Salzbourg en Autriche  en 2003.
Sandra Trattnigg fait ses débuts à l’opéra en 2001 au théâtre du château de Schönbrunn lors de la représentation d’Orphée et Eurydice. Elle interpréta par la suite Cléopâtre (Jules César en Égypte) à Vienne, Donna Elvira (Don Juan) lors du festival international d’opéra de Rheinsberg, Pamina (La Flûte enchantée), Marie (La Fiancée vendue), Antonia (Les Contes d’Hoffmann) à l’opéra de Klosterneuburg  ou encore Micaëla (Carmen) au théâtre communal de Klagenfurt.
Elle fut alors engagée par Nikolaus Harnoncourt à l’opéra de Zurich ou elle incarna les rôles de répertoire soprane tels Pamina, la Première Dame, Drusilla, Celia, Anna Geppone (ref. néc.), la  première bouquetière, la marquise de Parma, Solveig, Micaela, Vitellia, Rosalinde, Elisabeth et Gutrune. Elle joua Marceline dans l’opéra Fidelio sous la direction de Zubin Mehta. Elle se révéla finalement dans le rôle principal de la première partie de La Ville des aveugles (Die Stadt der Blinden en allemand) ou encore en tant que Regina dans l’opéra Mathis le peintre à Zurich. Au cours de l’été 2013 elle chanta  dans la flûte enchantée durant le festival de Salzbourg (Salzburger Festspiele), à la suite de quoi elle monta sur scène à Leipzig pour interpréter Freia dans L’Or du Rhin (Das Rheingold en allemand).
Par ailleurs, Sandra Trattnig chante aussi lors de concerts. Le festival de Salzbourg, le festival de Carinthie (Carinthische Sommer), les associations de musique et le Konzerthaus de Vienne, la salle tonale de Zurich, le Gewanhaus de Leipzig sont quelques exemples illustrant ses prestations lors de concerts. Elle monta sur scène pour chanter La Passion selon saint Luc (die Lukaspassion en allemand) de Krzysztof Penderecki accompagnée de l’orchestre philharmonique de Dresde. Elle chanta aussi une représentation de Schuberts Lazarus  dans le rôle de Martha accompagnée de l’orchestre symphonique allemand de Berlin. Jusqu’à présent, Sandra Trattnigg a collaboré avec de nombreux chefs d’orchestre de renom comme Nikolaus Harnoncourt, Zubin Mehta, Franz Welser-Möst, Fabio Luisi, Bernard Haitink, Nello Santi, Christian Thielemann, Marc Minkowski, Thomas Rösner, Andrés Orozco-Estrada, Ivor Bolton, Christoph von Dohnányi, Philippe Jordan, Ingo Metzmacher, Daniele Gatti, Ulf Schirmer, Plácido Domingo et Krzysztof Penderecki.

## Répertoire (sélection)

### Opéra
- Ludwig van Beethoven : Fidelio - Marzelline
- Georges Bizet : Carmen - Michaela
- Ferruccio Busoni : Doktor Faust - Herzogin von Parma
- Christoph Willibald Gluck : Orphée et Eurydice - Euridice
- HK Gruber : Der Herrr Norrrdwind - Anna Geppone
- Paul Hindemith : Mathis le peintre - Regina
- Claudio Monteverdi : L'incoronazione di Poppea - Drusilla
- Wolfgang Amadeus Mozart : La Flûte enchantée - Pamina / Erste Dame
- Wolfgang Amadeus Mozart : Don Giovanni - Donna Elvira
- Wolfgang Amadeus Mozart : Così fan tutte - Fiordiligi
- Wolfgang Amadeus Mozart : La clemenza di Tito - Vitellia
- Wolfgang Amadeus Mozart : Il re pastore - Tamiri
- Jacques Offenbach : Les Contes d'Hoffmann - Antonia
- Anno Schreier : Die Stadt der Blinden - Frau des Augenarztes
- Bedřich Smetana : La Fiancée vendue - Marie
- Johann Strauss : Die Fledermaus - Rosalinde
- Richard Strauss : Ariadne auf Naxos - Echo
- Richard Strauss : Die Frau ohne Schatten - Stimme des Falken / Hüter der Schwelle
- Richard Wagner : Tannhäuser - Elisabeth
- Richard Wagner : Götterdämmerung - Gutrune / III Norne
- Richard Wagner : Parsifal - 1. Blumenmädchen
- Richard Wagner : Die Walküre - Ortlinde
- Richard Wagner : Das Rheingold - Freia
- Carl Maria von Weber : Der Freischütz - Agathe
- Riccardo Zandonai : Francesca da Rimini - Garsenda

### Concert
- Johann Sebastian Bach: Weihnachtsoratorium
- Johann Sebastian Bach : Passion selon saint Matthieu
- Johann Sebastian Bach : Cantates BWV 21, 89, 93, 155, 163, 193, 199
- Ludwig van Beethoven : Symphonie nº 9
- Ludwig van Beethoven : Egmont op. 84
- Ludwig van Beethoven : Messe in C-Dur
- Anton Bruckner: Messe f-Moll
- Gabriel Fauré : Requiem
- Edvard Grieg : Peer Gynt - Solveig
- Georg Friedrich Händel : Solomon - The Queen of Sheba
- Joseph Haydn : Scena di Berenice
- Gustav Mahler : Symphonie nº 4 - La Vie céleste
- Gustav Mahler : Symphonie nº 8 - Mater Gloriosa
- Gustav Mahler : Lieder aus des Knaben Wunderhorn
- Felix Mendelssohn Bartholdy : Elias
- Wolfgang Amadeus Mozart : Requiem
- Wolfgang Amadeus Mozart : Missa Brevis D-Dur
- Wolfgang Amadeus Mozart : Messe du Couronnement
- Wolfgang Amadeus Mozart : Messe en ut mineur - Sopran I
- Wolfgang Amadeus Mozart : Vesperae solennes de Confessore
- Krzysztof Penderecki : Symphonie nº 7 (Les Sept Portes de Jérusalem)
- Krzysztof Penderecki : Passion selon saint Luc
- Giovanni Battista Pergolesi : Stabat mater
- Franz Schmidt : Le Livre aux sept sceaux (en)
- Franz Schubert : Messe n° 2
- Franz Schubert : Messe in As-Dur
- Franz Schubert : diverse Orchesterlieder
- Franz Schubert : Lazarus - Martha
- Richard Strauss : Vier letzte Lieder
- Richard Strauss : divers Orchesterlieder
- Alexander von Zemlinsky : Symphonie lyrique

## Enregistrements (sélection)

### CD
- 2006 Franz Schubert - Messe in As-Dur
- 2006 Gustav Mahler - Symphonie nº 4, Fabio Luisi (maestro) avec l'Orchestre symphonique de la MDR
- 2008 Franz Schmidt - Das Buch mit sieben Siegeln

### DVD
- 2006 Ferruccio Busoni - Doktor Faust, Philippe Jordan (maestro)
- 2007 Wolfgang Amadeus Mozart - Die Zauberflöte, Nikolaus Harnoncourt (maestro)
- 2007 Franz Schubert - Fierrabras, Franz Welser-Möst (maestro)
- 2007 Richard Wagner - Parsifal, Bernard Haitink (maestro)
- 2007 Richard Strauss - Ariadne auf Naxos, Christoph von Dohnányi (maestro)
- 2007 Benjamin Britten - Peter Grimes, Franz Welser-Möst (maestro)
- 2010 Ludwig van Beethoven - Fidelio, Bernard Haitink (maestro)

## Distinctions
2005 Prix féminin de la culture musicale de Carinthie ( « Frauenkulturpreis für Musik des Landes Kärnten » en allemand)